# Walter Stuart (1er comte d'Atholl)
Pour les articles homonymes, voir Walter Stuart et Stuart.
Walter Stuart (v. 1360-1437), 3e comte de Caithness (1390-1428 et 1431-1437), 1er comte d'Atholl (vers 1409), et comte de Strathearn (1427-1437), était un prince écossais, exécuté pour son implication dans la mort de Jacques Ier d'Écosse.

## Biographie
Walter Stuart était le fils cadet du roi Robert II d'Écosse et de sa seconde épouse Euphémie de Ross, la fille d’Hugues, comte de Ross. Il se trouvait donc être le demi-frère du roi Robert III d'Écosse et du régent Robert Stuart, duc d'Albany.
Il obtient le titre de comte de Caithness en 1402 quand sa nièce Euphémia Stuart l'abandonna en sa faveur. Il est créé comte d'Atholl aux alentours de 1409.
Il est l’allié du jeune roi Jacques Ier d'Écosse lorsque ce dernier décide en 1425 d’éliminer la famille du régent Robert d’Albany après son retour de captivité d'Angleterre. Il devient même l’héritier du Royaume d'Écosse avant la naissance du futur Jacques II d'Écosse en 1430, et se voit attribuer en 1427 le titre de comte de Starthearn, enlevé à son petit-neveu Malise Graham. Il cède l’année suivante le titre de comte de Caithness à son fils cadet Alan, mais le récupère quand celui-ci est tué en 1431.
Sa loyauté envers le roi n’est pas dénuée d’ambiguïté. En effet les enfants du second lit de Robert II d'Écosse avaient toujours contesté la légitimité des enfants du premier lit de leur père, dont le roi Robert III d'Écosse, nés avant le mariage de leurs parents, et dont la situation avait été régularisée grâce à une dispense papale de 1347.
Walter Stuart déjà âgé, se laisse donc, sans doute de manière passive, entraîner dans le complot mené par des nobles et son petit-fils Robert Stuart pour le porter au trône. Cette conspiration aboutit au meurtre du roi Jacques Ier le 21 février 1437.
Il est arrêté par les régents qui exercent le pouvoir au nom du jeune Jacques II d'Écosse âgé de 6 ans. Sa famille est déchue de tous ses titres, il est torturé et exécuté le 26 mars 1437 au côté de son petit-fils.

## Mariage et descendance
De l’union de Walter Stuart avec Margaret Barclay étaient nés :
- David Stuart († 1434), maître d’Atholl, père de Robert Stuart exécuté le 26 mars 1437 ;
- Alan Stuart, 4e comte de Caithness de 1428 à sa mort en 1431.

## Sources
- John L. Roberts, Lost Kingdoms Celtic Scotland and the Middle Ages, Edinburgh University Press Edinburgh, 1997.  (ISBN 0748609105).